# فیلارمونی پاریس
فیلارمونی پاریس (فرانسوی: Philharmonie de Paris‎) یک سالن اجرای موسیقی و کنسرت در شهر پاریس، فرانسه است.
این سالن که در سال ۲۰۱۵ تأسیس شده دارای ۲۴۰۰ نفر ظرفیت است.